# Discriminação isotópica
A discriminação Isotópica é um fenômeno observado quando diferentes isótopos de um mesmo elemento químico apresentam taxas de reação ou processos físicos distintos. Essa diferença nas taxas de reação ou fracionamento isotópico ocorre devido às propriedades físicas e químicas únicas de cada isótopo.
A discriminação isotópica desempenha um papel fundamental em diversas áreas científicas, incluindo química, geologia, biologia e ciências ambientais. É especialmente relevante no estudo de isótopos estáveis, variantes não radioativas de um elemento que possuem números diferentes de nêutrons.
Existem diferentes mecanismos pelos quais a discriminação isotópica pode ocorrer, dependendo do contexto específico. Alguns exemplos comuns incluem a discriminação isotópica durante processos de fracionamento físico, como a evaporação de líquidos, e durante reações químicas, como a fixação de carbono em plantas através da fotossíntese.
Durante a fotossíntese, as plantas têm a capacidade de capturar dióxido de carbono (CO2) atmosférico e convertê-lo em compostos orgânicos utilizando energia luminosa. No entanto, diferentes tipos de plantas apresentam diferentes vias de fixação de carbono, resultando em diferentes padrões de discriminação isotópica.
As plantas C3, que incluem a maioria das plantas, utilizam a via de fixação de carbono conhecida como ciclo C3. Nesse ciclo, o CO2 atmosférico é diretamente incorporado em compostos orgânicos, resultando em uma taxa de discriminação isotópica característica.
Por outro lado, as plantas C4 e as plantas CAM (Metabolismo Ácido das Crassuláceas) possuem ciclos de fixação de carbono alternativos. Esses ciclos apresentam mecanismos de concentração de CO2 que ajudam a minimizar a perda de água por evaporação e aumentar a eficiência da fixação de carbono em ambientes quentes e secos.
As plantas C4, encontradas em regiões tropicais e subtropicais, possuem uma arquitetura foliar e um mecanismo de concentração de CO2 que reduzem a perda de água e promovem uma maior eficiência na fixação de carbono, resultando em uma menor taxa de discriminação isotópica em comparação com as plantas C3.
Já as plantas CAM, encontradas principalmente em ambientes áridos, têm um mecanismo especial de fixação de carbono em que as trocas gasosas ocorrem em diferentes momentos do dia. Durante a noite, essas plantas abrem seus estômatos para capturar o CO2, que é armazenado sob a forma de ácido málico. Durante o dia, os estômatos são fechados para reduzir a perda de água, e o CO2 armazenado é liberado para ser fixado. Esse ciclo peculiar de fixação de carbono resulta em uma taxa de discriminação isotópica distinta que pode ser utilizado para fins de análises exploratórios ou abordagens forenses.